# Aderus raffrayi
Aderus raffrayi is een keversoort uit de familie schijnsnoerhalskevers (Aderidae). De wetenschappelijke naam van de soort werd in 1894 gepubliceerd door Maurice Pic.